# Повітряні сили Грузії
Повітряні сили Грузії (груз. საქართველოს საჰაერო ძალები, sak'art'velos sahaero dzalebi) — повітряні сили грузинської армії. Створені у складі Збройних сил Грузії 1992 року, проте 2010 року включені у склад сухопутних військ як окрема військово-повітряна секція. У рамках реформ грузинської армії ВПС відновили як окрему гілку оборонних сил 2016 року.

## Історія

### Заснування та скасування
Повітряні та протиповітряні сили Грузії сформували 1 січня 1992 року. 18 серпня 1998 року ці два підрозділи об’єднали в спільну командну структуру та перейменували у Військово-повітряні сили Грузії.
Перший бойовий політ провели Ізані Церцвадзе та Валерій Накопія 19 вересня 1992 року під час сепаратистської війни в Абхазії. Пізніше цю дату визначили Днем Військово-повітряних сил Грузії.
2010 року грузинські Військово-повітряні сили ліквідували як окрему гілку та включили їх до складу Сухопутних військ Грузії як секцію повітряну та протиповітряну секції.
Два великі аеродроми розташовані поблизу Тбілісі в Ваціані та Марнеулі.

### Бої
Повітряні сили брали активну участь у збройному конфлікті 1992-1993 років в Абхазії та у російсько-грузинській війні 2008 року. Під час війни в Абхазії з 28 вересня 1992 року по 28 вересня 1993 року грузинські ВПС здійснили близько 280 бойових вилітів. Грузинські бойові літаки пілотували льотчики: командувач ВПС полковник Ізані Церцвадзе, Валерій Накопія, Слава Джабуа, Дака Кізілашвілі, Резо Нарушвілі, Тамаз Надірашвілі, Каха Тваурі, Алан Лакоєв, Звіад Бекаурі, Шоважо Лахабо, Вова Гугувілізе Влад Балаєв, Ігор Бедусенко та Зураб Яраджулі. Під час боїв Грузія втратила шість бойових літаків і більше десятка гелікоптерів. Командувач ВПС полковник Ізані Церцвадзе загинув 23 вересня 1993 р. під час бою під Сухумі.  

### Відновлення та модернізація
Військово-повітряні сили Грузії офіційно відновили 2016 року, проте всі літальні апарати з нерухомим крилом залишили без нагляду до 2020 року. Під керівництвом міністра оборони Грузії Іраклі Гарібашвілі Військово-повітряні сили змінили пріоритети, в бік ремонту та модернізації літаків, що належать ВПС Грузії. На початку 2021 року Міністр оборони Грузії оголосив про плани щодо придбання ударних безпілотників для підвищення боєздатності країни.
Прем’єр-міністр Грузії Іраклій Гарібашвілі та міністр оборони Грузії Джуаншер Бурчуладзе перевірили складальний цех по ремонту авіаційної техніки на території Тбіліського авіаційного заводу «Тбілавіамшені». Саме з цього заводу влітку 2021 року вийшли чотири модернізовані штурмовики Су-25, які успішно пройшли випробування.

## Місія та завдання
Цілі Військово-повітряних сил Грузії:
- військова та мобілізаційна готовність підрозділів ВПС;
- захист суверенітету та контроль над повітряним простором Грузії;
- боротьба з повітряним тероризмом;
- участь у боротьбі з тероризмом на суші та на морі;
- повітряна оборона державних установ та військ;
- знищення сухопутних і морських цілей противника; забезпечення повітряної підтримки сухопутних та морських сил;
- участь у колективних та багатонаціональних навчаннях.

Функції Військово-повітряних сил Грузії:
- перевезення військ та вантажів;
- пошук та порятунок збитих літаків та пілотів;
- медична евакуація;
- інформування керівництва Повітряних сил та Збройних сил про повітряні атаки ворога;
- знищення живої сили противника, наземних та морських цілей;
- десантування з повітря;
- повітряна розвідка.

## Військові звання та знаки розрізнення

### Звання та занки розрізнення офіцерів військово-повітряних сил
| Грузинські військово-повітряні сили | O-1              | О-2       | О-3               | О-4     | О-5   | О-6          | О-7       | О-8               | О-9           | О-10              | 0-11    |
| ----------------------------------- | ---------------- | --------- | ----------------- | ------- | ----- | ------------ | --------- | ----------------- | ------------- | ----------------- | ------- |
| Знак розрізнення                    |                  |           |                   |         |       |              |           |                   |               |                   |         |
| Звання                              | Другий лейтенант | Лейтенант | Старший лейтенант | Капітан | Майор | Підполковник | Полковник | Бригадний генерал | Генерал-майор | Генерал-лейтенант | Генерал |
| Англійська абревіатура              | 2LT              | LT        | 1LT               | CPT     | MAJ   | LTC          | COL       | BG                | MG            | LTG               | GEN     |
| Код НАТО                            | OF-1             | OF-1      | OF-1              | OF-2    | OF-3  | OF-4         | OF-5      | OF-6              | OF-7          | OF-8              | OF-9    |

## Техніка та озброєння
| Літаки                    | Зображення     | Виробництво    | Тип                     | Варіант                  | На озброєнні                | Примітки                          |
| Бойова авіація            | Бойова авіація | Бойова авіація | Бойова авіація          | Бойова авіація           | Бойова авіація              | Бойова авіація                    |
| ------------------------- | -------------- | -------------- | ----------------------- | ------------------------ | --------------------------- | --------------------------------- |
| Су-25                     |                | Грузія         | Штурмовик               | Су-25КМ / Су-25УБ        | 12                          | Відновлені до льотної придатності |
| Транспотрна авіація       |                |                |                         |                          |                             |                                   |
| Ан-2                      |                | Україна        | Транспортний            |                          | 10                          | Відновлені до льотної придатності |
| Ан-24                     |                | Україна        | Транспортний            |                          | 2                           | Відновлені до льотної придатності |
| Ан-32                     |                | Україна        | Транспортний            |                          | 1                           | Відновлені до льотної придатності |
| Вертольоти                |                |                |                         |                          |                             |                                   |
| Мі-8/17                   |                | СРСР           | Багатоцільовий          | Мі-8/17                  | 18                          | Відновлені до льотної придатності |
| Мі-14                     |                | СРСР           | Морський                |                          | 2                           | Невідома придатність              |
| Мі-24                     |                | СРСР           | Ударний                 | Мі-24П / Мі-24Д / Мі-35П | 9                           | Відновлені до льотної придатності |
| Bell UH-1 Iroquois        |                | США            | Багатоцільовий          | UH-1H                    | 13                          |                                   |
| БПЛА                      |                |                |                         |                          |                             |                                   |
| Elbit Hermes 450          |                | Ізраїль        | Безпілотний             |                          | 15                          |                                   |
| Навчальні літаки          |                |                |                         |                          |                             |                                   |
| Aero L-29                 |                | Чехія          | Навчально-бойовий       | Л-29 "Дельфін"           | 10                          | Невідома придатність              |
| Aero L-39                 |                | Чехія          | Навчально-бойовий       | Л-39 «Альбатрос»         | 8                           | Відновлені до льотної придатності |
| Зенітно-ракетні комплекси |                |                |                         |                          |                             |                                   |
| Бук-М1                    |                | СРСР           | ЗРК середньої дальності |                          | 1-2 батальйони              |                                   |
| Оса-АКМ                   |                | СРСР           | ЗРК ближньої дальності  |                          | 2 батареї (6-10 комплексів) |                                   |

## Галерея

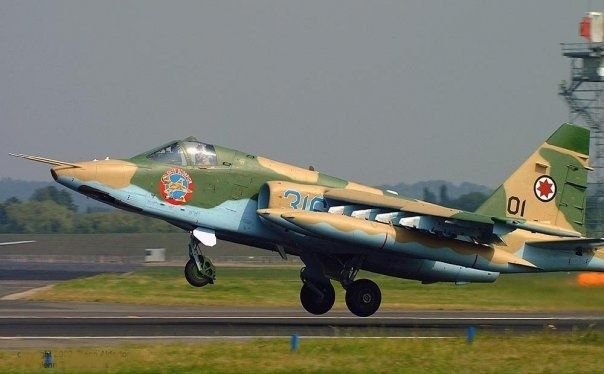
СУ-25KM грузинських ВПС
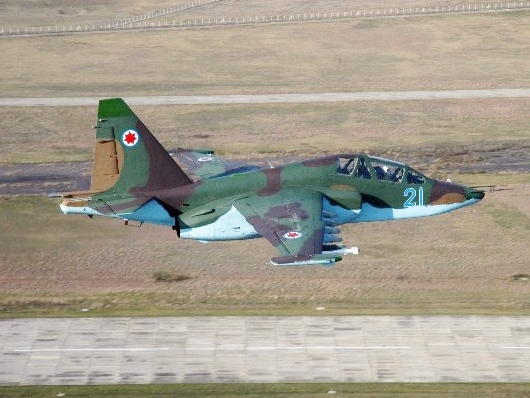
СУ-25УБ грузинських ВПС
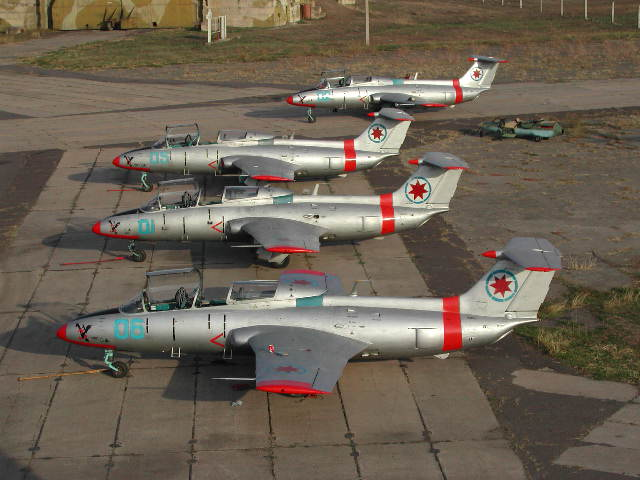
Л-29 "Дельфін" грузинських ВПС
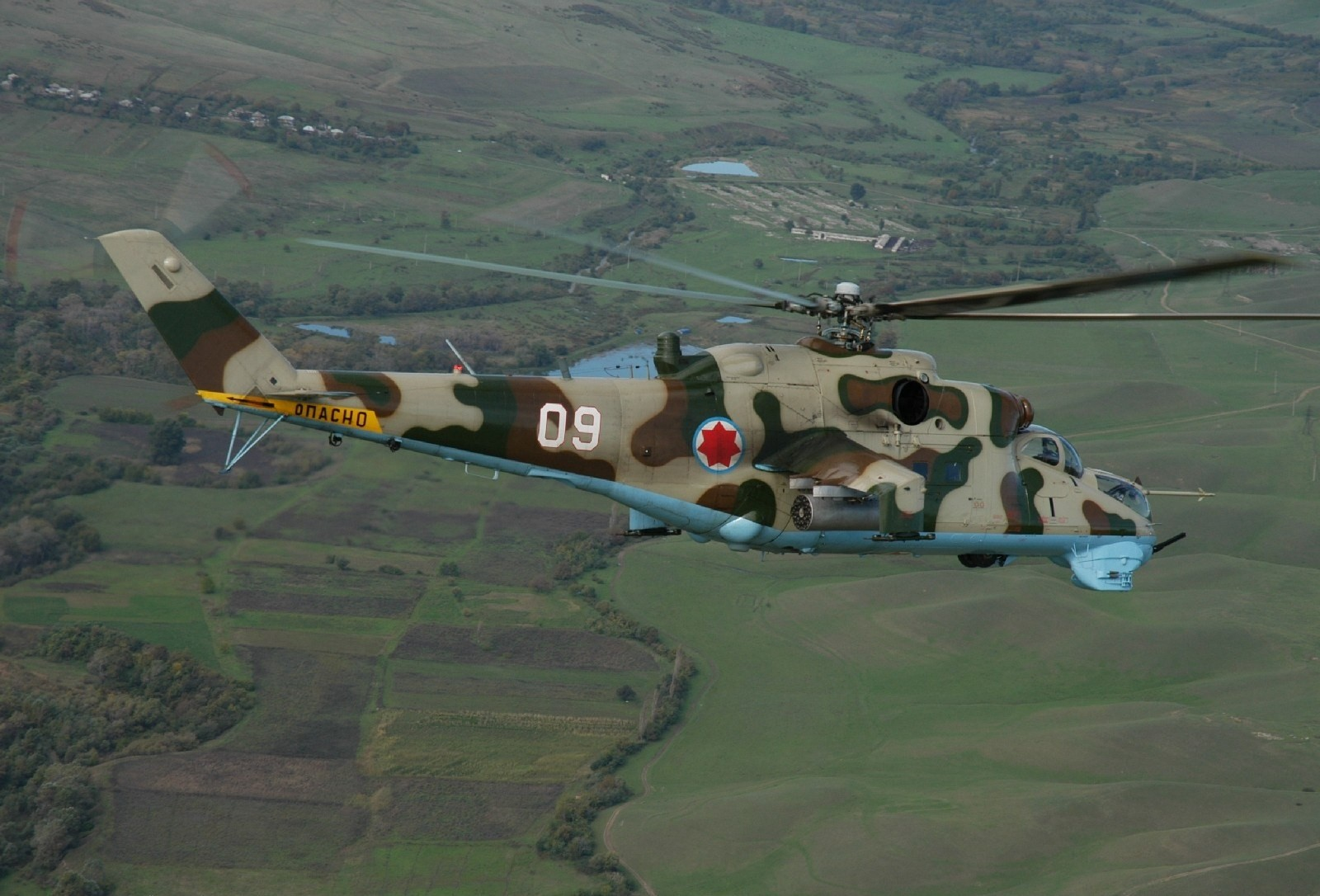
Мі-24 грузинських ВПС
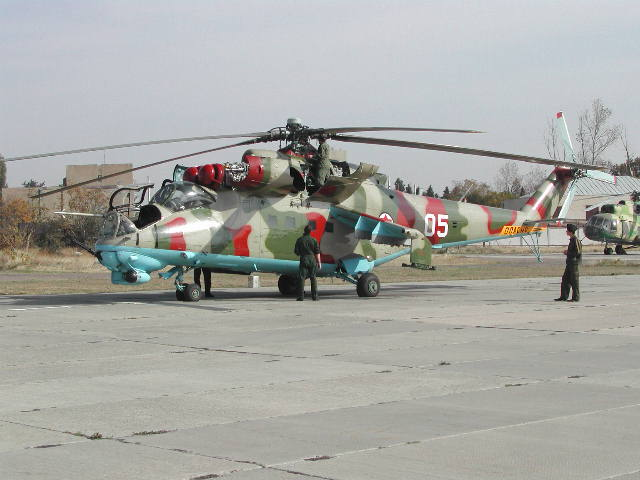
Мі-24В грузинських ВПС
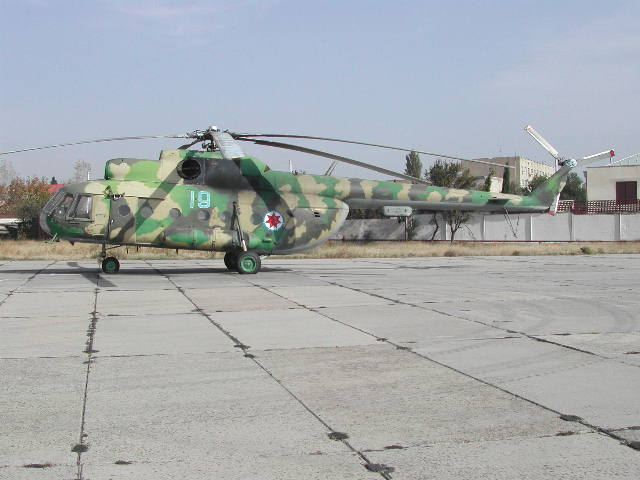
Мі-8 грузинських ВПС
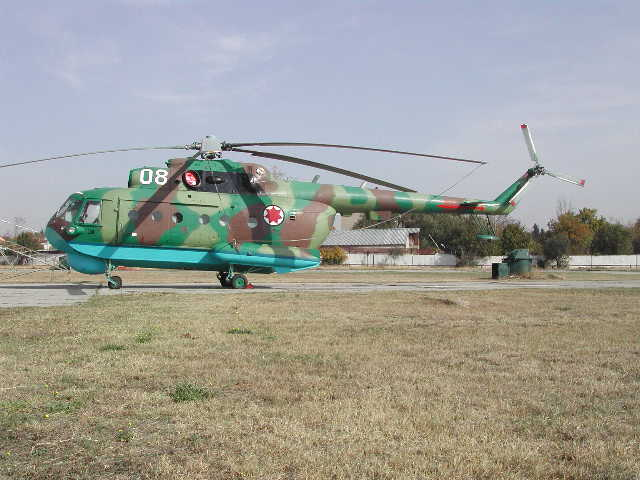
Мі-14 грузинських ВПС
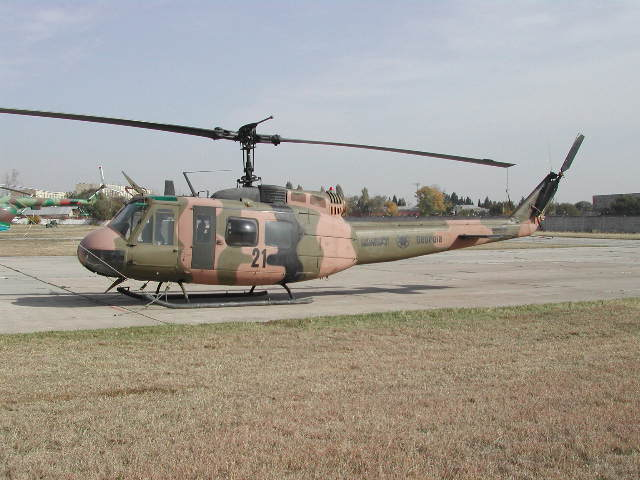
UH-1H грузинських ВПС
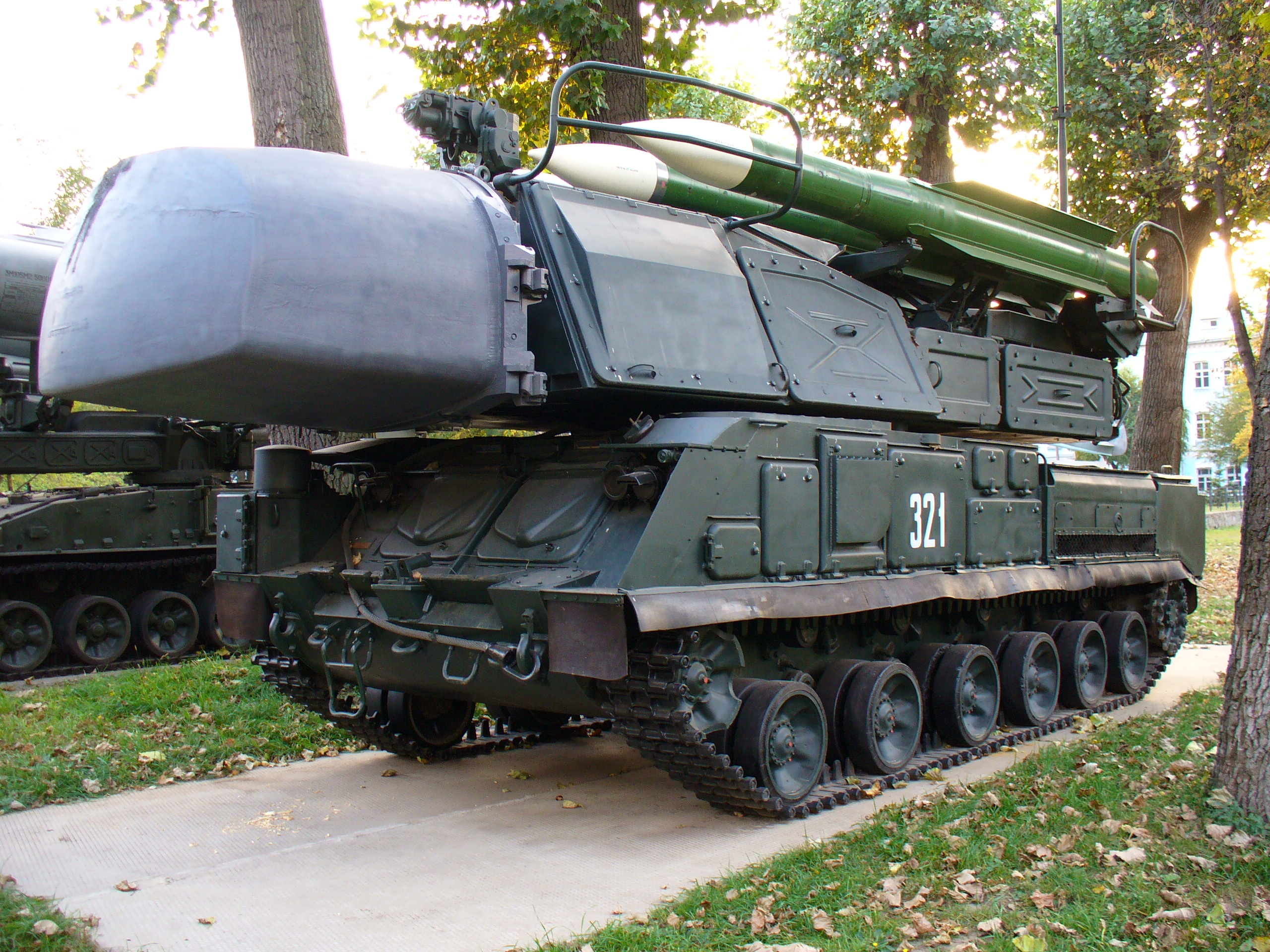
ЗРК Бук-М1
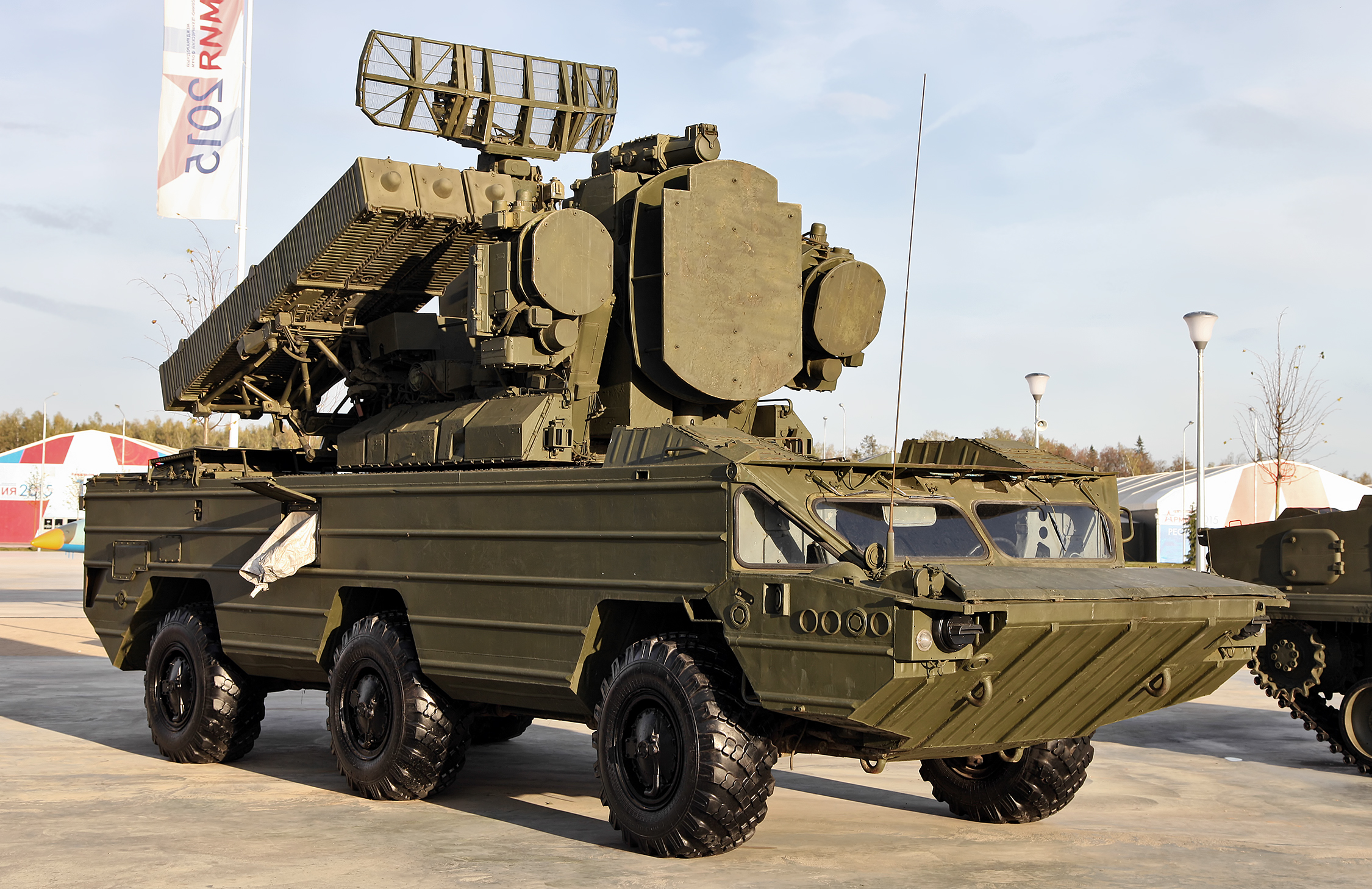
ЗРК Оса-АКМ